# Ceramida-1-fosfat

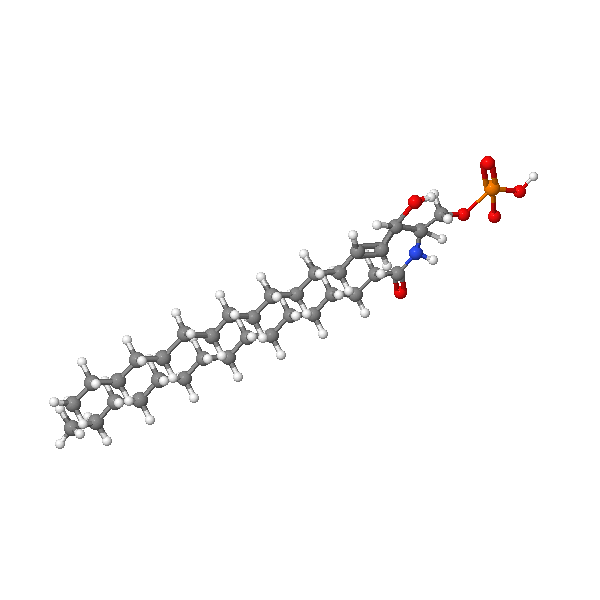
Model 3D de l'estructura química de la Ceramida-1-fosfat (C1P). S'observen els carbonis representats de color gris, el hidrògens de blanc, els oxígens de vermell, el fòsfor de taronja i el nitrogen de blau. (Elaboració pròpia)

La ceramida-1-fosfat o C1P (Ceramide-1-Phosphate) és un lípid pertanyent a la família dels fosfoesfingolípids. Es podria considerar l'anàleg esfingoide de l'àcid fosfatídic (fosfolípid que consta d'una glicerina unida a dos àcids grassos i a un fosfat). La C1P és un dels metabòlits en el cicle de l'esfingomielina. Aquest cicle s'estén a altres esfingolípids per l'acció d'esfingomielinases, glicosilhidrolases i glicotransferases amb l'objectiu de produir noves oligoglucosilceramides.
La ceramida-1-fosfat es forma a partir de la ceramida per l'acció d'una ceramida-cinasa específica. Aquesta està vinculada a les esfingosines quinases, que sintetitzen esfingsina-1-fosfat. No obstant això, són diferents atesa l'especificitat dels enzims respecte dels substrats.
La ceramida-1-fosfat i l'esfingosina-1-fosfat (E1P) es troben en concentracions similars en teixits animals. Per una banda, l'E1P es troba en concentracions d'entre 0.5 - 1 μM a la sang periférica i per una altra, la C1P es troba sobretot a la cara citosòlica de les membranes plasmàtiques. Mereix menció l'elevada concentració en què s'ha detectat la C1P (concretament la que té àcid palmític com a àcid gras) als macròfags, mastòcits i neutròfils.
El manteniment d'un equilibri apropiat entre els nivells de C1P i de ceramida és essencial per l'homeòstasi de cèl·lules i teixits. L'alteració de l'equilibri a causa de l'acumulació d'un o altre metabòlit pot provocar una disfunció metabòlica. De fet, s'ha descobert que en evitar l'acumulació de ceramida, la C1P bloqueja l'apoptosi.
Per aquest motiu, l'activitat dels enzims que actuen en el metabolisme de la ceramida-1-fosfat i de la ceramida han de coordinar-se; per tal de poder garantir el correcte funcionament de les cèl·lules.

## Història
La ceramida-cinasa (CERK) va ser descoberta l'any 1989 en vesícules sinàptiques cerebrals per l'investigadora Sandra.M Bajjalieh i cotreballadors. Aquests van descriure la CERK com un lípid cinasa i es va demostrar que la seva activitat era específica per la conversió de la ceramida a la ceramida-1-fosfat.
Després d'uns mesos, el 1990, Richard Kolesnick i MR Hemer van detectar la ceramida-1-fosfat en cèl·lules HL-60, on es va demostrar que estava formada per la fosforilació de la ceramida derivada de l'esfingomielina per una cinasa que era funcional i físicament separable de la cinasa diacilglicerol. A partir d'aquí, varen demostrar que durant l'estimulació, la C1P es formava a partir de la ceramida derivada de l'esfingomielina i no de glicoesfingolípids.
Així doncs, tot i que la ceramida-1-fosfat va ser identificada fa més d'una dècada, les seves funcions biològiques potencials s'han anat descobrint durant els últims anys. A més, en cèl·lules animals, s'ha demostrat que la C1P només es deriva de la fosforilació de la ceramida mitjançant una activitat específica de la CERK.

## Estructura i Gènesi

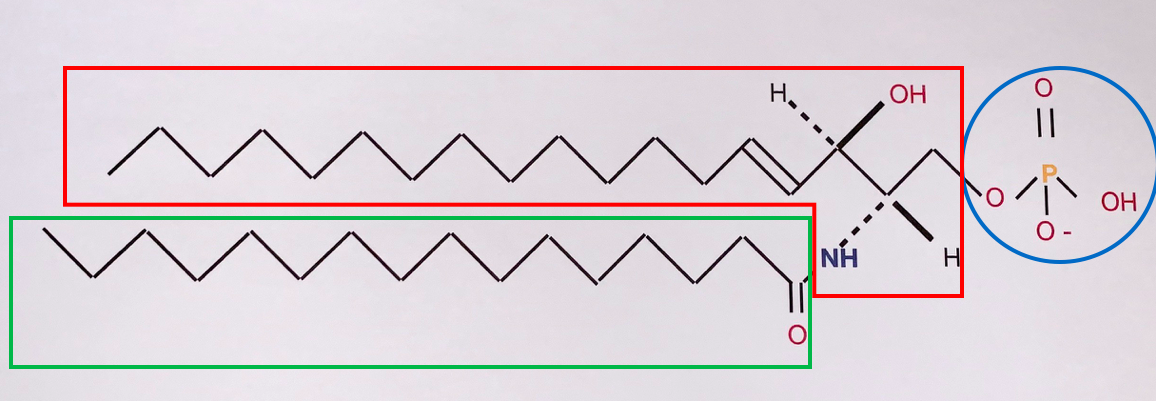
Estructura química de la Ceramida-1-fosfat (C1P), model en 2D. Marcat en color blau el grup fosfat, en vermell l'esfingosina (aminoalcohol insaturat de 18 carbonis) i en verd l'àcid gras. (Elaboració pròpia)

La ceramida-1-fosfat s'estructura en tres components: un àcid gras (de 16 o 18 carbonis, generalment), una esfingosina (aminoalcohol insaturat de 18 carbonis) i un grup fosfat (proporcionat per una molècula d'ATP). Essent un lípid pertanyent a la família dels fosfoesfingolípids, comparteix la seva estructura bàsica.
Pel que fa a la formació de la biomolècula, es produeixen una sèrie de reaccions entre els seus elements fins a donar lloc al lípid. En primer lloc, el grup amino, unit al segon carboni de l'esfingosina, reacciona amb el grup carboxil de l'àcid gras (concretament amb el grup -OH) originant així una forta unió entre ambdues molècules que rep el nom d'enllaç amida. En el procés s'allibera una molècula d'aigua. La nova molècula formada s'anomena ceramida i s'origina al reticle endoplasmàtic.
Per acabar, l'àcid fosfòric (H3PO4) s'uneix a la ceramida per mitjà de la reacció d'un dels grups hidroxil de l'àcid fosfòric i l'hidroxil unit al carboni 1 de l'esfingosina, d'aquí el nom de la molècula. Aquest procés, regulat per l'enzim ceramida-cinasa (CERK), també té com a resultat l'alliberació d'una molècula d'aigua. La fosforilació de les ceramides té lloc a l'aparell de Golgi, a la cara trans (TGN, Trans Golgi Network). Una proteïna de transport, la CPTP (ceramide-1-phosphate transfer protein) manté constants els nivells de C1P a la membrana del Golgi i la transfereix a altres compartiments cel·lulars si escau.
Contràriament al que es podria imaginar, en el cas dels taixits animals la síntesi d'aquesta molècula no segueix la ruta biosintètica "de novo" de la ceramida i posteriorment és fosforilada; la ceramida-1-fosfat no es forma directament a partir dels seus components elementals sinó que és sintetitzada a partir d'una molècula d'esfingomielina, molt abundant en cèl·lules animals atès que troba en major o menor concentració a la membrana plasmàtica (especialment a la beina de mielina de les neurones).
A través de la divisió de l'esfingomielina, catalitzada per l'esfingomielinasa, s'obté fosforilcolina i ceramida, que serà fosfatada mitjançant el procés anteriorment descrit.
Estudis recents suggereixen que la cardiolipina podria tenir un efecte estimulant sobre la formació de C1P a les cèl·lules.

## Funcions
La ceramida-1-fosfat és alliberada per cèl·lules en mal estat i es creu que actua en la tria de cèl·lules progenitores per a òrgans "espatllats", les quals poden promoure la seva vascularització amb la possibilitat de funcionar en medicina regenerativa. Es coneixen diverses funcions de la ceramida-1-fosfat, en destaquen: biològiques, físiques i químiques.

### Biològiques
Aquest compost químic té una funció biològica important en la regulació de l'homeòstasi de les cèl·lules. Cal esmentar que aquesta funcó és antagònica a la de les ceramides. Conseqüentment, cal un equilibri entre les seves concentracions per la correcta estabilitat de la cèl·lula i del teixit. Si no existís aquest balanç es podria ocasionar la mala funcionalitat o la mort cel·lular.
La ceramida-1-fosfat també és un factor de creixement i supervivència cel·lular. Està relacionada amb l'estímul de síntesi de DNA i la divisió cel·lular mitjançant mecanismes que encara romanen desconeguts. Se suposa que aquests processos inclouen les proteïnes-cinases i les fosfoinositol 3-cinasa.
També està relacionada amb l'apoptosi, la mort regulada de la cèl·lula, que pot ser bloquejada per la ceramida-1-fosfat inhibint l'enzim esfingomielina fosfodiesterasa.
Les funcions esmentades són molt diferents a aquelles exercides per altres fosfoesfingolípids i cal remarcar que són específiques, és a dir, només succeeixen en determinades cèl·lules.

### Físiques
La ceramida-1-fosfat proporciona, permet i facilita la fusió entre cèl·lules, és a dir, és fusogènica.

### Químiques
La C1P estimula la segregació d'àcid araquidònic mitjançant l'activació de la fosfolipasa A₂-alfa, fent de la ceramida-1-fosfat un mediador important en el procés d'inflamació. L'activació de l'enzim ocorre quan la ceramida-1-fosfat l'enllaça amb un ió Ca2+. Aquest fet provoca la translocació de l'enzim des d'un compartiment citosòlic fins a les membranes intracel·lulars on hi ha substrats fosfolipídics. En conseqüència, hi ha una resposta inflamatòria mediada per prostaglandines.
D'altra banda, la ceramida-1-fosfat també pot actuar de forma antiinflamatòria quan enllaça unes molècules determinades, amb ajuda de receptors específics, a la superfície de la membrana cel·lular. Aquest procés s'ha estudiat in vitro i es creu que l'antiinflamació es dona gràcies a la ceramida formada com a conseqüència de la hidròlisi de la ceramida-1-fosfat a la membrana plasmàtica.

## Càncer i obesitat
S'ha demostrat que la C1P es troba involucrada en el creixement, la migració i la supervivència de cèl·lules canceroses. No obstant això, encara no se sap si participa en el càncer associat a la inflamació.
La CERK es troba més expressada del normal en presència d'un càncer de pit i s'associa amb un mal pronòstic. A més, també es troba involucrada en la migració i la invasió de cèl·lules del càncer de pàncrees. En un futur, s'espera que el control farmacològic de les activitats d'aquests esfingolípids pugui inhibir o prevenir la metàstasi del càncer.
En el cas de l'obesitat, els experiments amb animals han demostrat que l'eliminació de la CERK suposa la desaparició de les citocines inflamatòries associades a les dietes altes en greixos i torna la senyalització d'insulina a la normalitat. Finalment, la CERK també pot regular la biogènesi dels lipid droplets.

## Tècniques d'anàlisi
L'anàlisi de la ceramida-1-fosfat es pot realitzar a partir de diversos mètodes. Alguns d'ells són a través d'una espectrometria de masses (MALDI-TOF) o mitjançant una cromatografia líquida d'alta resolució (HPLC) en combinació amb una espectrometria de masses en tàndem (LC-MS/MS) i una ionització per electrospray. Tanmateix, hi ha un mètode popular basat en la utilització d'un tractament alcalí fort per a escindir glicolípids i, seguidament, la neutralització per tal d'evitar la sobreestimació macroscòpica dels nivells de ceramida-1-fosfat.